# Urmuz
Urmuz, pseudonimo di Demetru Demetrescu-Buzău (Curtea de Argeș, 1883 – Bucarest, 23 novembre 1923), è stato un magistrato e scrittore rumeno di racconti assurdi e bizzarri, considerato un precursore della letteratura Dada europea.

## Biografia
Dopo essersi laureato in Legge diviene giudice nei distretti di Argeș, Tulcea e Târgoviște. Inizia a scrivere racconti che mostra solo ad alcuni amici. Muore suicida e i suoi scritti vengono pubblicati postumi in varie riviste rumene e francesi.

## Opere

### Pagine bizzarre
- Pâlnia și Stamate (Roman în patru părți)
- Ismail și Turnavitu
- Emil Gayk
- Plecarea în străinătate
- Cotadi și Dragomir
- Algazy & Grummer
- După furtună

### Pagine postume
- Cronicari
- Fuchsiada
- Puțină metafizică și astronomie (Poema eroico-erotico e musicale, în prosa)

### Traduzioni
- Ismail and Turnavitu (estratto)
- Fuchsiada, su corpse.org. URL consultato il 17 aprile 2007 (archiviato dall'url originale il 7 giugno 2007).
- Algazy & Grummer, su fascicle.com. URL consultato il 17 aprile 2007 (archiviato dall'url originale il 3 aprile 2007).
- A Alfeça e Stamate (in Portoghese)